# W starym Chicago
W starym Chicago (ang. In Old Chicago) – amerykański film z 1937 roku w reżyserii Henry'ego Kinga.

## Obsada
- Tyrone Power
- Alice Faye
- Don Ameche
- Alice Brady
- Phyllis Brooks
- Andy Devine
- Brian Donlevy
- Tom Brown

## Nagrody i nominacje
| Nazwa nagrody | Wygrane                                                                                 | Nominacje |
| ------------- | --------------------------------------------------------------------------------------- | --- |
| Oscar         | 1938 Najlepsza aktorka drugoplanowa Alice Brady Najlepszy asystent reżysera Robert Webb | 1938 Najlepszy film wytwórnia 20th Century Fox Najlepsza muzyka Louis Silvers Najlepsze oryginalne materiały do scenariusza Niven Busch Najlepszy dźwięk Edmund H. Hansen 20th Century Fox SSD |